# موستي
موستي أو موستيس هو موقع أثري بالقرب من قرية الكريب بـولاية سليانة في الشمال التونسي، على بعد حوالى 120 كلم من تونس العاصمة. شهدت هذه المنطقة في العصور القديمة كثافة حضرية مرتفعة.

## تاريخ المنطقة
كانت موستي مدينة مهمة في العصر الروماني تقع على طول الطريق الرومانية بين قرطاج وتبسة. حددت حدود المدينة في حدود سنة 238 بانشاء قوسي نصر عند مدخليها على هذا الطريق الذي يعبر موستي من الشرق إلى الغرب. في أواخر القرن الثاني اتخذها الجنرال الروماني ماريوس مقرا لقدامى المحاربين. في وقت لاحق، تم رفع المدينة إلى مركز البلدية الرومانية من قبل يوليوس قيصر أو الإمبراطور أغسطس، لكنها لم تتلق أيا من المستوطنين على خلاف أوتيك مثلا. وجود مواطنين رومان—معظمهم من التجار و السماسرة—بدأ خلال العهد الجمهوري. فقدت المدينة في عهد البيزنطيين طابعها الروماني عندما تحولت إلى معقل في صراعهم ضد الوندال.
هي معروفة حاليا كموقع أثري على الرغم من أنه ليس ظاهرا و منبوشا إلا جزئيا: لا تزال هناك بقايا لفوروم وسوق ومعابد عدة وخزانات وقلعة بيزنطية وعدد من المنازل الرومانية. وهناك مجال كبير لا يزال محل بحث و تنقيب.

## الموقع الأثري

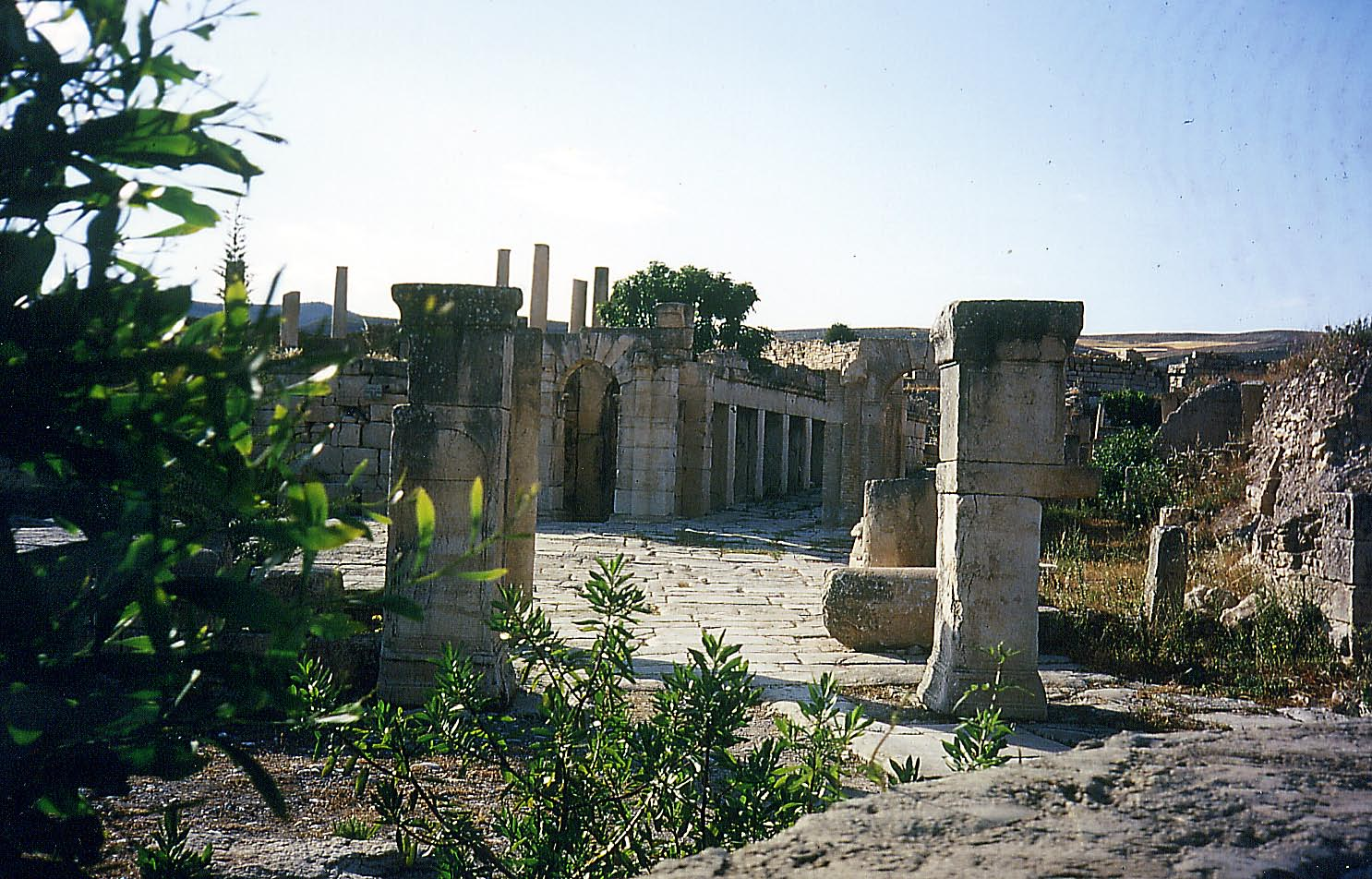
آثار موستي

قوس النصر عند مدخل الموقع لا يزال غير مكتشف. أعيد اكتشاف القوس الشرقي، وهو في حالة كبيرة من الخراب، في عام 1967 من قبل المعهد الوطني للفنون والآثار وعلى وجه الخصوص من قبل ديوان المعالم الأثرية. استعيد أيضا ضريح عائلة “جولي"، القريب من القوس الشرقي في ذلك الوقت. استغرق الترميم 17 شهرا.
المدخل إلى الموقع يفتح على فناء مرصوف كبير يؤدي إلى بوابة ذات معمار مثير للاهتمام، إذ تضم في الواقع طرق مغطاة من الجانب الأيمن والأيسر.
تقع بالقرب من البوابة أنقاض لثلاثة معابد مخصصة لسيريس، بلوتون وأبولو. هناك أيضا أنقاض كنيسة مسيحية صغيرة وبازيليكا.